# Номура, Мицугу
Мицугу Номура (яп. 野村 貢; род. 21 ноября 1956, Муроран, Хоккайдо) — японский футболист и тренер. Выступал за сборную Японии.

## Клубная карьера
После окончания Университета Саппоро, Номура присоединился к команде «Сёнан Бельмаре» (ранее — «Фудзита») в 1979 году. Тогда клуб выиграл чемпионат Японии и Кубок Императора. В 1981 году Номура также помог команде победить в национальном чемпионате и по итогам сезона был включен в символическую сборную. В 1989 году завершил игровую карьеру. Он сыграл 150 матчей и забил 4 гола в чемпионате.

## Карьера в сборной
2 июня 1981 года Номура дебютировал за сборную Японии в матче против Китая. После этого он принимает участие во всех играх национальной команды до июля 1982 года. Последним матчем в форме сборной стала товарищеская встреча с Румынией. За национальную команду Номура провел 12 игр.

## Тренерская карьера
В 2007 году Номура подписал контракт с женским футбольным клубом «TEPCO Mareeze». Он привел команду к победе во втором дивизионе чемпионата и вернул ее в высший дивизион. Но следующий сезон «TEPCO Mareeze» завершила на 6 месте и Номура ушел в отставку.

## Статистика

### В сборной
| Сборная Японии | Сборная Японии | Сборная Японии |
| Год            | Игры           | Голы           |
| -------------- | -------------- | -------------- |
| 1981           | 8              | 0              |
| 1982           | 4              | 0              |
| Итого          | 12             | 0              |